# Eriosoma yangi
Eriosoma yangi är en insektsart. Eriosoma yangi ingår i släktet Eriosoma och familjen långrörsbladlöss.

## Underarter
Arten delas in i följande underarter:
- E. y. yangi
- E. y. parasiticum